# Dirk Thiemann

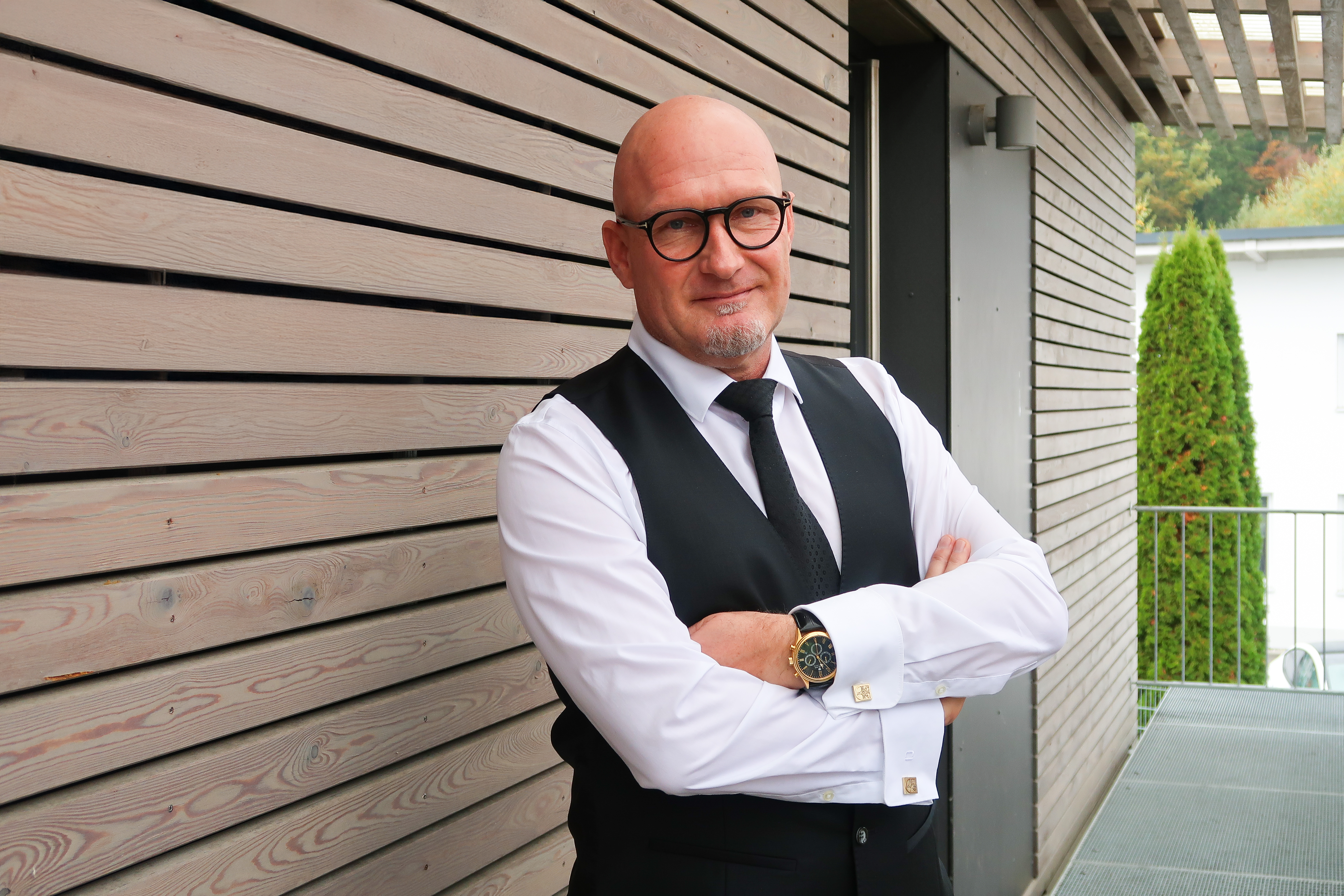
Dirk Thiemann (2024)

Dirk Thiemann (* 1969 in Konstanz) ist ein deutscher Unternehmer, Autor, Trainer und Managementberater.

## Leben
Dirk Thiemann wurde 1969 in Konstanz geboren. Er lebt heute in Allensbach am Bodensee und ist Geschäftsführender Gesellschafter des Deutschen Institut für Vertriebskompetenz.
Thiemann war von 2002 bis 2009 stellvertretender Vorstand der Gesetzlichen Krankenversicherung BKK Fahr in Gottmadingen und verantwortete für ca. 450 Mitarbeitende die Bereiche Personal, Ausbildung, Vertrieb, Marketing und Unternehmensentwicklung. Die BKK Fahr fusionierte im Jahr 2010 mit der BKK Gesundheit aus Balingen und Taunus BKK aus Frankfurt. Die neue Körperschaft des öffentlichen Rechtes mit 2200 Mitarbeitenden und rund 1,2 Millionen Versicherten trug nach der Fusion den gemeinsamen Namen BKK Gesundheit. Thiemann war hier ab 2010 Bereichsvorstand für Personal und Vertrieb. Schied aber bereits vor der Fusion mit der DAK-Gesundheit im Jahr 2012 aus.
2015 gründete Thiemann zusammen mit Rainer Skazel das Deutsche Institut für Vertriebskompetenz (DIV). Seit 2016 ist das DIV exklusiver Lizenzgeber in Deutschland, Österreich und der Schweiz für das Persönlichkeitsdiagnostik-Tool AECdisc. Das Tool beruht auf den Grundlagen des DiSG-Modells und ist eine spezialisierte Form für den Einsatz in Personalentwicklung, Recruiting, Coaching und Vertriebsentwicklung.
Im Jahr 2019 gewann er mit dem DIV den Europäischen Trainingspreis des Bundesverbandes für Training, Beratung und Coaching (BDVT) für innovative Ansätze im Vertriebs- und Führungskräftetraining. Im selben Jahr veröffentlichte er gemeinsam mit Skazel sein erstes Buch Verkaufskompetenz Mensch, in dem er die Gewinnerstrategien für Top-Verkäufer beschreibt. Grundlage für das erste Werk war die Vertriebskompetenzstudie 2018 des DIV, welche die Top-Kompetenzen von Außendienstmitarbeitern zahlreicher Mittelstandsunternehmen untersuchte.
Weitere Buchveröffentlichungen im Wirtschaftsverlag SpringerGabler-Verlag und zahlreiche Fachartikel in der Sales Excellence folgten. Darunter der Leitartikel „Den Skill Gap vermeiden – Zukunftskompetenzen sichern“ in der SalesExcellence 12/2023, „Wie Verkäufer zu Top-Performern werden“ 12/2022 oder „So machen Sie Ihre Potenziale im Vertrieb sichtbar“ 6/2018.
Gemeinsam mit der Hochschule Karlsruhe University of Applied Sciences entwickelte Thiemann im Jahr 2020 das erste Zertifikatsstudium für den Vertrieb an einer deutschen Hochschule.

## Sportliches Engagement
Dirk Thiemann war von 2002 bis 2006 Honorartrainer des DFB. In dieser Funktion scoutete und trainierte er Fußballtalente.

## Auszeichnungen
- 2009: In Verbindung mit der BKK Fahr: Human Ressource Award of Excellence für innovatives Personalmanagement
- 2019: Europäischer Trainingspreis des BDVT in Gold. Auszeichnung in der Kategorie New Technology für innovative Ansätze im Vertriebs- und Führungskräfte-Training.[6]
- 2020: Nominierung für die HR Excellence Awards.[7]
- 2022: Europäischer Trainingspreis des BDVT in Bronze.[8] Auszeichnung in der Kategorie Hybrid Training für das Projekt „Sales Onboarding“, entwickelt in Zusammenarbeit mit der Studio 03 Medienfabrik.

## Werke
- Mit Rainer Skazel: Verkaufskompetenz Mensch. BoD, Norderstedt 2019, ISBN 978-3-7494-6159-2.
- Mit Rainer Skazel: Zukunftskompetenz Vertrieb. SpringerGabler-Verlag, Wiesbaden 2020, ISBN 978-3-658-30308-2.
- Mit Rainer Skazel: Top-Verkäufer – Die Kompetenzen der Besten. SpringerGabler-Verlag, Wiesbaden 2022, ISBN 978-3-658-37265-1.
- Mit Rainer Skazel: Verkaufskompetenz im Außendienst. SpringerGabler-Verlag, Wiesbaden 2023, ISBN 978-3-658-40948-7.
- Mit Rainer Skazel: Recruiting im Vertrieb. BoD, Norderstedt 2023, ISBN 978-3-7568-5013-6.
- Mit Rainer Skazel: Persönlichkeitsdiagnostik: Entdecke die Potenziale mit AECdisc® Potenzialanalyse. SpringerGabler-Verlag, Wiesbaden 2024, ISBN 978-3-658-43259-1.